# André Sogliuzzo
Originar din orașul New York, André Sogliuzzo a început cariera lucrând în Teatrul New York. Debutul său pe marele ecran a fost alături de Al Pacino în proiectul Richard al ||| Pacino cauta Richard (1996).  după roluri în Disney Fier Will (1994) și Nora Ephron a Ai Mail (1998), el a început sa adauge vocea în munca sa. Un uimitor de versatil caracter-actor, a hotărât ca a găsit uimitoare orizonturi nelimitate. În plus fața de Pacino și Nora Ephron, André a avut plăcerea de a lucra cu Tom Hanks, Bob Zemekis, Taylor Hackford, Andrew Adamson, and Adam Sandler. Deoarece se muta la Los Angeles, el a acoperit gambit în domeniul acțiuni de voce. Ca un artist cu voce mare André a curbat pentru place cu Russel Crowe, Gene Hackman, Jack Nicholson, și Clint Eastwood. Munca sa caracteristica animata include trenuri inginere gemene Smokey și cu aburi în The Polar Express (2005), Regele Leu 1 &1/2 (2004), Mulan 2 (2004), și Disney Wild(2006).
Cu L.A. Theatrul Works el a efectuat în direct producții radio drama Breaking Codul și a făcut Șaisprezece răniți. El a contribuit cu numeroase voci la o varitate de serii animate de televiziune,inclusiv: Familia Guy, American Dad, Jackie Chan Adventures, Stewart Little, Invader Zim, Tatăl Pride, Samurai Jack, Celebrity Deathmatch, and The Avatar. El poate fi auzit regulat pe Family Guy, American Dad, Clone Wars, și ca Gaspar Le Gekko în Disney Brandy & Mr. Whiskers. Ca un veteran de aproape o suta de jocuri video, André a murit o mie de decesse în titluri precum Medal Of Honor, Call Of Duty, True Crime, Destroy All Humans, Spawn, și Doom 3. El exprima caracterul de Puss N' Cizme din toate jocurile Shrek , și este foarte mândru să îndeplinească Tony Montana in Vivendi Universal's Scarface: The World Is Yours.